# Пані Завірюха (фільм)
Пані Завірюха (словац. Perinbaba, нім. Frau Holle, англ. The Feather Fairy) — словацька кіноказка за мотивами німецької казки братів Грімм «Пані Завірюха», режисера Юрія Якубиско. Прем'єра фільму відбулася 1 жовтня 1985 року.

## Сюжет
Пані Завірюха живе в небі і керує погодою. Вона будучи відкритою серцем, виховує маленького Якоба, який ледь не загинув у лавині та якого переслідує пані Смерть. Життя на небі ідеальне: хлопчик безсмертний, він не старіє і має все. Якоб допомагає пані Завірюсі керувати погодою у світі. Попри те, що його життя ідеальне, він спостерігає за людським життям крізь задзеркалля. Він бачить долю Альжбет, яка залишилася сиротою після смерті матері. Її батько, суддя, одружується вдруге, але не помічає, що його нова дружина та її донька Дороті дуже погано ставляться до його доньки.
Яків тікає з неба, щоб допомогти Альжбет. Він стає слугою в родині судді. Його виняткові здібності привертають велику увагу. З часом він закохується у Альжбет. Тим часом пані Смерть продовжує підстерігати за його життям. У свою чергу, мачуха та її дочка Дороті планують, позбутися Альжбет і видати Дороті заміж за Якоба.

## У ролях
| Актор                     | Роль            |
| ------------------------- | --------------- |
| Джульєтта Мазіна          | Пані Завірюха   |
| Тобіас Хесль              | Якоб            |
| Петра Ванчікова-Колевська | Альжбета        |
| Павол Микулик             | батько Альжбети |
| Соня Валентова            | мачуха Альжбети |
| Мілада Ондрашикова        | Дороті          |

## Фільмування
- Архітектор: Вільям Ян Груска
- Художник костюмів: Шарка Хейнова
- Монтаж: Патрік Пашш
- Керівник виробництва: Петро Дробка
- Локації де відбувалось фільмування:
  - Мартін — музей просто неба,
  - Рожнов-під-Радгоштем,
  - Орава,
  - Ломницький Штит,
  - Сульов-Градна.

Режисер співпрацював над сценарієм зі словацьким письменником і сценаристом Любоміром Фелдеком.
Юрай Якубіско створив два світи, у першому час зупинився, тому Завірюха, Якоб і навіть Смерть не старіють. Другий світ, земний, показує життя простих селян, циркачів і кілька традиційних весіль. У фільмі Юрай Якубіско вже використовує свої типові магічні елементи, які часом навіть схожі на жах (повторне зображення смерті, отрути тощо).